# Podgrzybnica różowawa

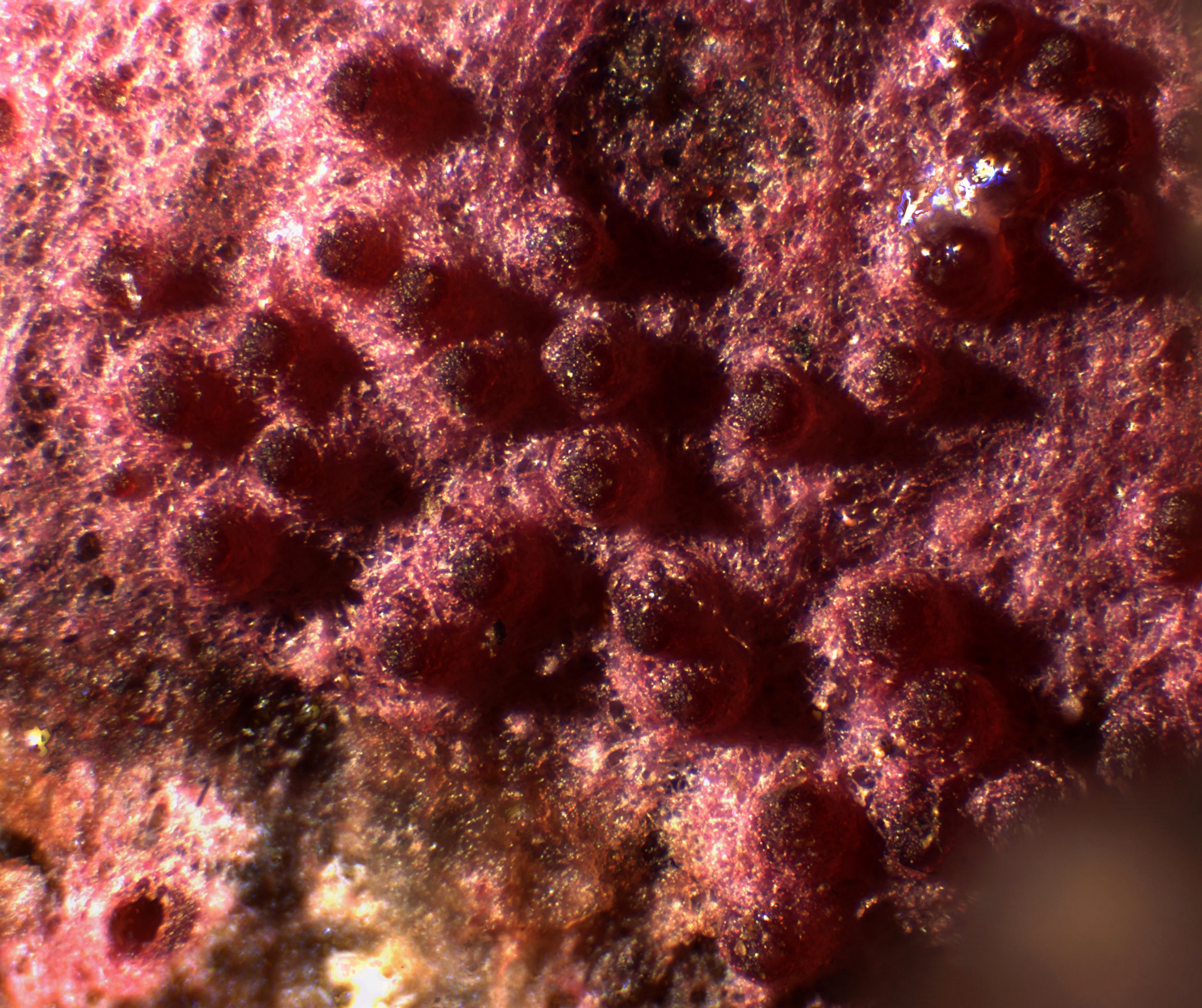

Podgrzybnica różowawa (Hypomyces rosellus (Alb. & Schwein.) Tul. & C. Tul.) – gatunek grzybów należący do rodziny rozetkowatych (Hypocreaceae). Jest pasożytem grzybów.

## Systematyka i nazewnictwo
Pozycja w klasyfikacji według Index Fungorum: Hypomyces, Hypocreaceae, Hypocreales, Hypocreomycetidae, Sordariomycetes, Pezizomycotina, Ascomycota, Fungi.
Po raz pierwszy opisali go w 1805 r. Johannes Baptista von Albertini i Lewis David von Schweinitz, nadając mu nazwę Sphaeria rosella. Obecną nazwę nadali mu w 1860 r. Louis René Tulasne i Charles Tulasne.
Ma 13 synonimów. Niektóre z nich:
- Cladobotryum dendroides (Bull.) W. Gams & Hooz. 1970
- Dactylium dendroides (Bull.) Fr. 1832
- Hypolyssus dendroides (Bull.) Kuntze 1898[2].

Nazwa polska na podstawie rekomendacji Komisji ds. Polskiego Nazewnictwa Grzybów.

## Morfologia
Teleomorfa
Na powierzchni żywiciela tworzy puszystą grzybnię o barwie od białej do różowej. Powstają w niej zanurzone, kuliste perytecja o średnicy do 1 mm, jasnopurpurowo różowe do czerwonych, z małymi okrągłymi ostiolami. Askospory wrzecionowate do lancetowatych, brodawkowate, z przegrodą na środku i ostrym, szklistym wyrostkiem na każdym końcu, 20–38 x (3)4–6(7,5) μm. Brodawki wyraźne, o wysokości do 1 μm.
Anamorfa
W postaci luźnej, kłaczkowatej, białej grzybni. Konidiofory szkliste, wyprostowane, z rozgałęzieniami ułożonymi spiralnie, parami i pojedynczo. Konidia powstają na gałęziach głównych i bocznych. Fialidy szkliste, 30–40 × 3–4,5 μm z poszerzoną podstawą i lekko zwężające się ku końcowi. Konidia w przybliżeniu szkliste, szeroko elipsoidalne, z szeroką, tępą podstawą i szeroko zaokrąglonym wierzchołkiem, w stanie dojrzałym 3-przegrodowe i zwykle nieco zwężone na przegrodzie, cienkościenne, gładkie, 26–33 × 10–13 μm. Tworzy także grubościenne chlamydospory 60–90 × 15–20 μm.

## Występowanie i siedlisko
Podgrzybnica różowawa występuje na niektórych wyspach i wszystkich kontynentach poza Antarktydą. W Polsce również podano stanowiska tego gatunku.
Grzyb nagrzybny. Występuje na kilku rodzajach grzybów afylloforoidalnych, ale także na spróchniałym drewnie i liściach na ziemi.

## Znaczenie
Podgrzybnica różowawa w pieczarkarstwie jest bardziej znana pod nazwami Dactylium dendroides i Cladobotryum dendroides. Wywołuje chorobę uprawianych pieczarek dwuzarodnikowych (Agaricus bisporus), powodując duże straty.